# Лапорте, Хуан
Хуан Лапорте  (англ. Juan Laporte; род. 24 ноября 1959) — пуэрто-риканский боксёр-профессионал, выступавший во второй полулёгкой, полулёгкой и первой полусредней весовых категориях. Чемпион мира полулёгком весе по версии WBC (1982 — 1984), был претендентом на ряд чемпионских титулов по версиям WBA, WBC, IBF и WBO.

## Карьера
Хуан Лапорте дебютировал на профессиональном ринге 29 октября 1977 года победив техническим нокаутом Джонни Грина. 27 мая 1978 года, в своем пятом поединке потерпел поражение по очкам Хосе Родригесу (2-11-3). Затем провёл 11 поединков, в которых одержал победу и вышел на свой первый чемпионский бою.
13 декабря 1980 года провёл поединок за титул чемпиона мира в полулёгкой весовой категории по версии WBC против боксёра из Мексики Сальвадора Санчаса (37-1-1), в котором потерпел второе поражение в профессиональной карьере проиграв единогласным судейским решением. 22 августа 1981 года провёл бой против Рокки Локриджа (21-1) за титул чемпиона в полулёгком весе по версии Боксёрской ассоциации Соединённых штатов (USBA). Бой продлится и завершился победой Лапорте нокаутом во втором раунде. 24 января 1982 года в бою за титул чемпиона мира в полулёгком весе по версии WBA потерпел третье поражение в своей профессиональной карьере, проиграв единогласным судейским решением панамцу Эусебио Педрозе (32-3).
15 сентября 1982 года в бою с колумбийцем Марио Мирандой (19-0) завоевал вакантный титул чемпиона мира по версии WBC в полулёгком весе. 20 февраля 1983 года провёл первую успешную защиту титул в бою против Рубена Кастилльо (57-3-2), а 25 июня того же года победил доминиканца Джонни Де Ла Роса и повторно защитил титул. 31 марта 1984 года проиграл единогласным судейским решением пуэрториканцу Вильфредо Гомесу (40-1-1). 
12 декабря 1986 года провёл бой против мексиканца Хулио Сесара Чавеса (53-0) за титул чемпиона мира во второй полулёгкой весовой категории по версии WBC, в котором проиграл единогласным судейским решением. 13 августа 1988 года в поединке с Ники Переса (59-16-1) выиграл титул чемпиона NABF во втором полулёгком весе, а 29 апреля 1989 года защитил титул в бою с Люпе Мирандой. 29 апреля 1989 года проиграл Джону Джону Молине (18-2) в бою за вакантный титул чемпиона мира во втором полулёгком весе по версии WBO. 18 октября 1989 года вновь завоевал титул чемпиона NABF в поединке против Бруно Рабаналеса, а 15 февраля того же года защитил титул в бою с Рохелио Лопесом. 13 октября 1990 года поиграл ганскому спортсмену Азуме Нельсону (32-2) в бою за титул чемпиона мира во второй полулёгкой весовой категории по версии WBC. 23 июля 1992 года проиграл российскому спортсмену Косте Цзю (3-0).
24 июля 1993 года проиграл Чарльзу Мюррею (29-1) в поединке за титул чемпиона мира в первом полусреднем весе по версии IBF, а 24 июля 1994 года проиграл Заку Падилье (21-1-1) в бою за титул чемпиона мира в первом полусреднем весе по версии WBO. 18 июня 1999 года провёл поединок против Билли Костелло (39-2). Поединок завершился победой Костелло раздельным судейским решением, и после него оба боксёра завершили свои профессиональные карьеры.
За свою карьеру Лапорте провёл 57 поединков, в 40 одержал победу, из них 22 досрочно, в 16 боях проиграл (1 раз досрочно) и 1 бой завершил вничью.